# Mary Ann Newman
Mary Ann Newman es una escritora, traductora y lingüista estadounidense, sobrina del dramaturgo Arthur Miller. Se licenció en literatura española y literatura catalana en la Universidad de Nueva York. Ha enseñado lenguas y literaturas españolas y catalanas en diversas universidades estadounidenses, ha publicado artículos sobre literatura y traducción, y ha publicado traducciones del español y del catalán al inglés, de autores como Quim Monzó o Xavier Rubert de Ventós. Es coordinadora institucional del Institut Ramon Llull, y miembro de la North American Catalan Society. En 1998 recibió la Creu de Sant Jordi, y en 2022 el Premi Internacional Ramon Llull.